# Остафьевская улица
Оста́фьевская улица — улица в районе Южное Бутово Юго-Западного административного округа города Москвы.

## Происхождение названия
Улица получила название 23 июля 1996 года по усадьбе Остафьево, расположенной в 3,5 км южнее. Тем же решением была наименована Южнобутовская улица.

## Расположение
Расположена между улицей Академика Семёнова и Чечёрским проездом. Граничит с поселением Воскресенское Новомосковского административного округа.

## Транспорт

### Автобус
- Автобусное сообщение в двух направлениях от Чечёрского проезда до улицы Академика Понтрягина

Автобусные остановки
Чётная сторона:
- Чечёрский проезд, 118: Н8 С1 С953 165 213 293 877
- Южнобутовская улица, 143: С936 С953 165 213
- Чернёвский пруд: С936 С953 165 213

Нечётная сторона:
- Чернёвский пруд: С936 С953 165 213
- Южнобутовская улица, 143: С936 С953 165 213
- Остафьевская улица (конечная, посадки нет): Н8 С1 С953 165 213 293 877

Автобусные маршруты
- Н8: прямой — от Чечёрского проезда до Южнобутовской улицы; обратный — от Южнобутовской улицы до Чечёрского проезда
- С1: прямой — от Чечёрского проезда до Южнобутовской улицы; обратный — от Южнобутовской улицы до Чечёрского проезда
- С936: прямой — от Южнобутовской улицы до улицы Академика Понтрягина; обратный — от улицы Академика Понтрягина до Южнобутовской улицы
- С953: прямой — от Чечёрского проезда до улицы Академика Понтрягина; обратный — от улицы Академика Понтрягина до Чечёрского проезда
- 165: прямой — от Чечёрского проезда до улицы Академика Понтрягина; обратный — от улицы Академика Понтрягина до Чечёрского проезда
- 213: прямой — от Чечёрского проезда до улицы Академика Понтрягина; обратный — от улицы Академика Понтрягина до Чечёрского проезда
- 293: прямой — от Чечёрского проезда до Южнобутовской улицы; обратный — от Южнобутовской улицы до Чечёрского проезда
- 877: прямой — от Чечёрского проезда до Южнобутовской улицы; обратный — от Южнобутовской улицы до Чечёрского проезда